# Entorrhiza fineranae
Entorrhiza fineranae är en svampart som beskrevs av Vánky 1992. Entorrhiza fineranae ingår i släktet Entorrhiza och familjen Entorrhizaceae.   Inga underarter finns listade i Catalogue of Life.